# Atlético Semu
El Atlético Semu es un equipo de fútbol de Guinea Ecuatorial que milita en la Liga Nacional de Fútbol, la liga de fútbol más importante del país.

## Historia
El club fue fundado en el barrio de Semú, en Malabo, y existen fuentes que indican que su fundación tuvo lugar en 2006. Su primera participación registrada fue en 2008 en la Primera Regional, como se denominaba entonces la segunda división nacional. Formó parte del Grupo A, aunque no se dispone de información sobre su rendimiento final. El segundo registro del club se produjo en 2010, ya en la Primera División, lo que sugiere que ascendió de categoría en 2008 o 2009. En esta temporada, participó en el grupo de la Región Insular, aunque se sabe únicamente que no logró clasificarse para la Liguilla.
En 2011, el club ganó la Copa de Su Excelencia y fue subcampeón de la Supercopa, tras ser derrotado por el entonces campeón de la Liga, Sony Elá Nguema. En 2012, como campeón de la Copa Nacional, el club participó en la Copa Confederación de la CAF, enfrentándose al LLB Académic de Burundi. Fue eliminado del torneo después de perder por 3-0 en el partido de ida y 2-0 en el de vuelta. En cuanto a la Primera División, esta se reorganizó ese mismo año, con los clubes de las regiones Insular y Continental compitiendo en un grupo único, donde el Atlético no logró el campeonato.
En 2013, el club llegó a las semifinales de la Copa Nacional, donde fue derrotado 3-1 por los Leones Vegetarianos. En 2015, no consiguió clasificarse para la Liguilla y fue eliminado en los cuartos de final de la Copa Nacional por el The Panthers. Durante la temporada 2015/2016, terminó en primer lugar en el grupo de la Región Insular, lo que le permitió clasificarse para la fase del Top 4, donde finalizó en último lugar, sin avanzar a la Liguilla. En la Copa Nacional, el club ganó la fase Insular al vencer en la final a los Leones Vegetarianos, pero en la final nacional fue derrotado por el Racing de Micomeseng 6-5 en los penaltis tras empatar 1-1 en el tiempo reglamentario. En la Copa 3 de Agosto, alcanzó la final de la Región Insular, pero perdió 1-0 contra el Cano Sport. En la temporada 2016/2017, llegó a la final de la Copa a nivel nacional, pero fue subcampeón tras ser derrotado 1-0 por el Deportivo Niefang.
En la temporada 2018/2019, el club terminó en la sexta posición del grupo de la Región Insular de la Primera División, con 36 puntos en 22 partidos. Durante la temporada 2019/2020, antes de la interrupción de la competición debido a la pandemia del virus COVID-19, el club se encontraba en el cuarto lugar de la liga, con 20 puntos en 11 partidos disputados. La temporada 2020/2021 no se celebró la Liga Nacional debido a la pandemia, pero el club participó en la Copa Teodoro Nguema Obiang, donde fue eliminado en las semifinales de la Región Insular tras empatar a un gol con el Cano Sport y perder 4-2 en la tanda de penaltis.
En la temporada 2021/2022, el equipo terminó en el tercer lugar del grupo de la Región Insular, clasificándose para la Liguilla, donde volvió a ocupar la tercera posición. En la Copa Nacional, llegó a la final de la Región Insular, pero fue derrotado 3-1 por el Cano Sport. Durante la temporada de 2023, el club fue eliminado en los cuartos de final de la Región Insular de la Copa Nacional tras perder 1-0 contra The Panthers. En la temporada 2023/2024, finalizó en el tercer lugar del grupo de la Región Insular de la Liga Nacional con 30 puntos en 18 partidos y se clasificó para la Liguilla, donde terminó en el quinto lugar. En la Copa, fue nuevamente derrotado en la final de la Región Insular por 3-1 contra el Cano Sport.

## Palmarés
- Copa de Su Excelencia: 1

2011

## Participación en competiciones de la CAF
| Temporada | Torneo                       | Ronda      | Club         | Casa | Visita | Global |
| --------- | ---------------------------- | ---------- | ------------ | ---- | ------ | ------ |
| 2012      | Copa Confederación de la CAF | Preliminar | LLB Académic | 0-2  | 0-3    | 0-5    |